# Hopi Hari

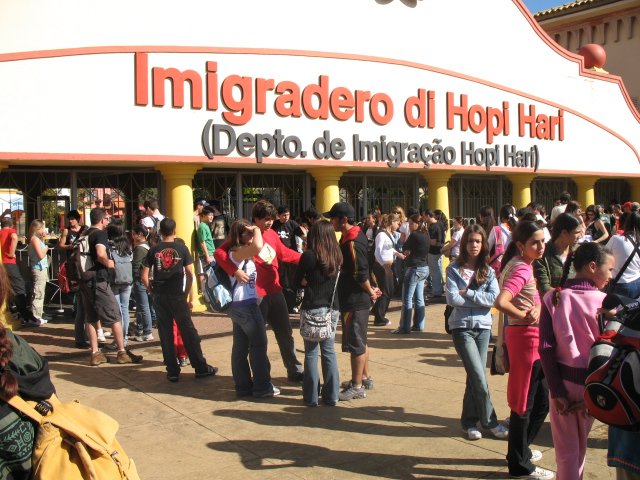
Imigradero di Hopi Hari - Sāo Paulo.

Hopi Hari es un parque temático brasileño, ubicado en la ciudad de Vinhedo (Región Metropolitana de Campinas), al lado del parque acuático Wet´n Wild en la Rodovia dos Bandeirantes, en el estado de São Paulo. Con 760 mil m² el parque es considerado uno de los más grandes de Latinoamérica, detrás de Beto Carrero World. Es administrado por el grupo económico GP Inversionistas. El parque es un país ficticio - sus funcionarios son los habitantes (hópius y hópias) - con "Presidente", capital, idioma propio, entre otras cosas.

## Historia
Inaugurado en diciembre de 1999, el Hopi Hari fue proyectado y construido por la International Theme Park Services, Inc., empresa estadounidense ubicada en la ciudad de Cincinnati, que realizó el proyecto del parque Paramount King’s Island, un parque temático ubicado en el estado estadounidense de Ohio. Originalmente, el parque iba a llamarse “Playcenter Great Adventure”, como el propio nombre ya muestra, el parque pertenecía al Grupo Playcenter, que vendió el parque en el final de la década de 1990 debido a la crisis económica que atravesaba Brasil en esa época, lo que acabó disminuyendo el número de visitantes.
Después de muchas dificultades económicas y administrativas, hoy el parque es uno de los más visitados de América Latina.

### Atracciones
- El Río Bravo posee 2 millones de litros de agua;
- El Theatro di Kaminda soporta 847 personas;
- La velocidad de La Tour Eiffel es de 98 km/h;
- La velocidad de la Montezum es de 103 km/h, recorriendo en 58 segundos sus 1.024 metros;[2]
- Fueron necesarios 1.235 bloques de concreto para la construcción de la Montezum;
- La Montezum pesa 690 toneladas (madera + equipamientos) y posee 6 km de vía (metal);
- La atracción La Mina del Joe Sacramento fue construida exclusivamente para el Hopi Hari;
- En el Simulákron, en Cinétrion y en Theatro di Kaminda hay lugares reservados para deficientes, donde el visitante podrá ver las atracciones sin la locomoción del asiento;
- El carrito del Katapul está impulsado por un contrapeso de 40 toneladas, equivalente a 40 automóviles médios; fue diseñada y construida en los talleres de Anton Schwarzkopf.
- La pantalla del Simulákron posee 250 metros;
- La Giranda Mundi posee aproximadamente 25.000 lámparas;
- La Tour Eiffel posee 30.000 tornillos.

### Infraestrutura
El Parque posee:
- 29 secadores de mano;
- 300 cestos de basura;
- 241 lavatorios;
- 234 vasos sanitarios;
- 112 jaboneras;
- 78 toalleros;
- El Parque genera entre 9 (con 18 mil visitantes) y 2 toneladas (con 4 mil visitantes) de basura por día;
- La reserva de agua posee 3 millones de litros, teniendo más agua que una piscina olímpica y más que un parque acuático;
- El Parque posee 30.000 m de concreto;
- El Parque posee 3.000 km de hierro de ½ pulgada;
- El Parque posee chapas de madera equivalente a 32 campos de fútbol;
- El parque pertenece al grupo de GP Inversiones.

## Divisiones
El Hopi Hari está dividido en 5 regiones: Kaminda Mundi, Infantasia, Mistieri, Aribabiba e Wild west.

### Kaminda Mundi

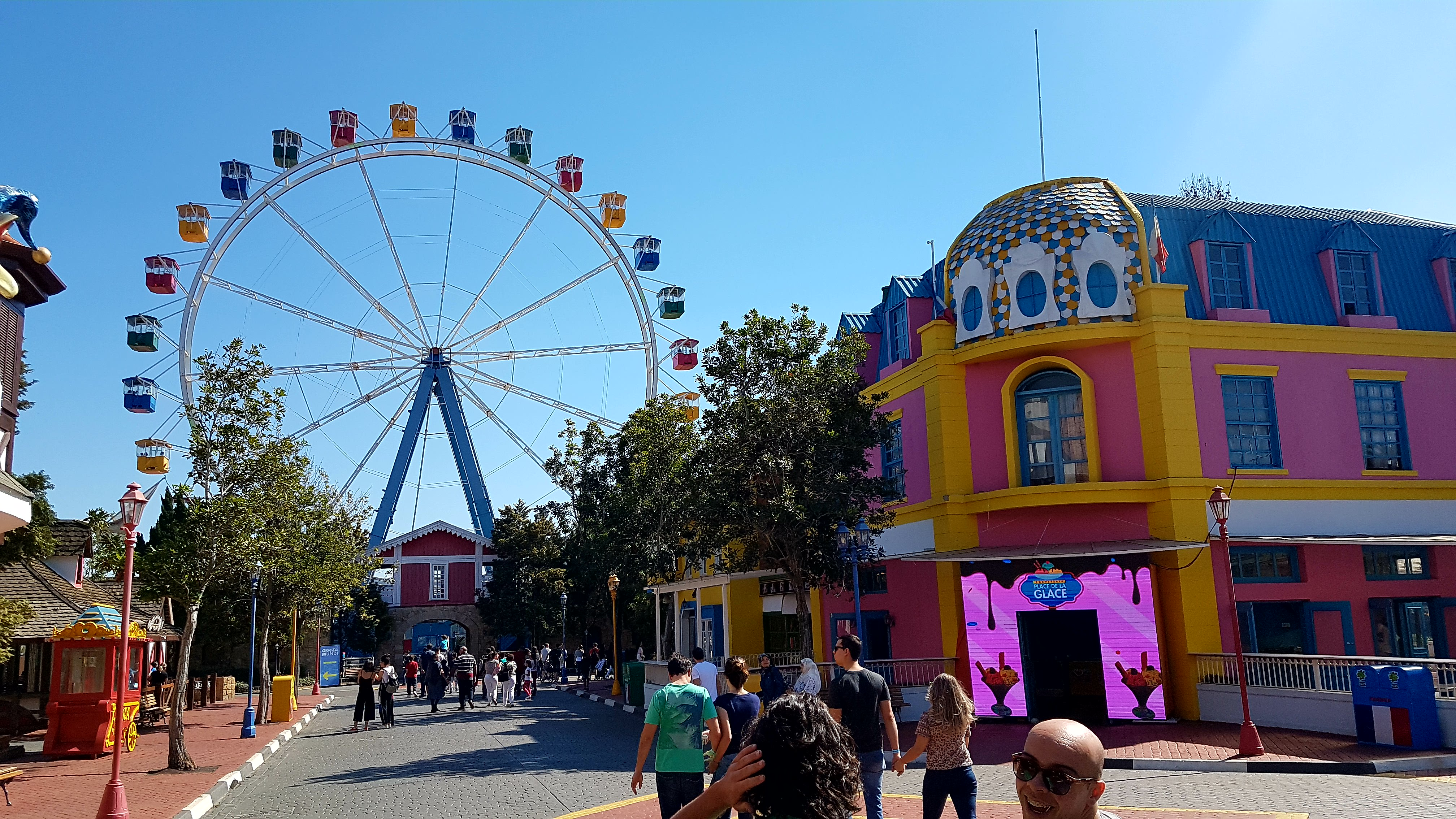
Kaminda Mundi

Kaminda Mundi está situada en el Sureste de Hopi Hari y ocupa un área de 29.000 m² (es la primera región del parque después de la entrada). Es un homenaje al pueblo de "Hopi Hari", a sus antepasados, y sus orígenes. Reproduce la arquitectura de Francia, Alemania, Portugal y otros países. En Kaminda Mundi se encuentran atracciones como: Le Voyage, una torre de caída libre de 69 metros; La Giranda Mundi (rueda gigante), y también puntos de alimentación como: El Euro Restaurandi, que sirve bizcochos, saladitos y confites; el Euro Kafé, que sirve cafés, tés, achocolatadas y saladitos; el Hopi Hango, que sirve comidas rápidas, jugos y refrescos; El Place de La Glace, una heladería; y el Kafé Shopi, que sirve café.

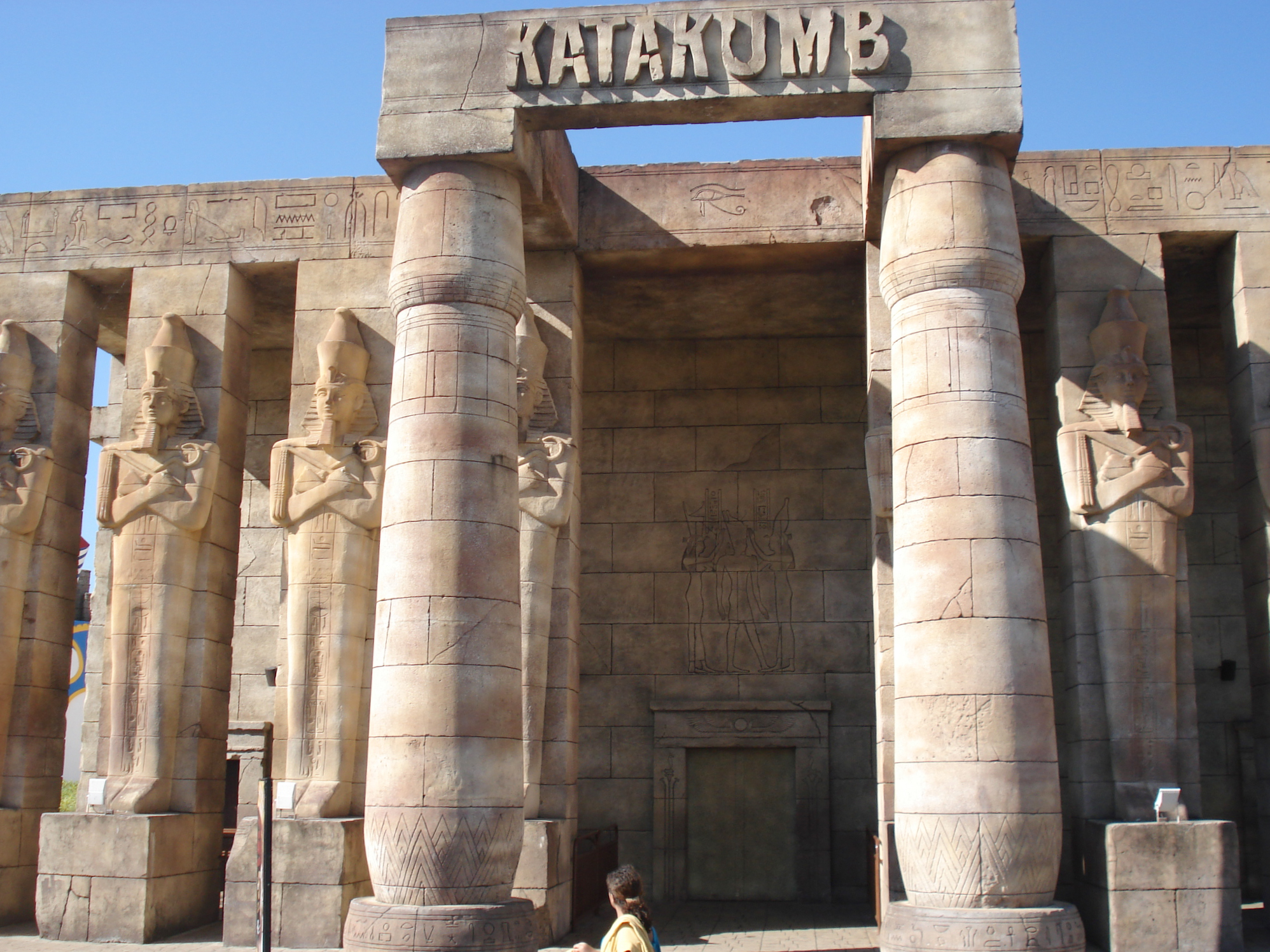
Katakumb

| Atracciones        | Tipo     | Apertura | Fabricante    | Descripción |
| ------------------ | -------- | -------- | ------------- | --- |
| Cinétrion          | Familiar | 1999     |               | Cine con efectos 3D. |
| Giranda Mundi      | Familiar | 1999     | Nauta Bussink | Una de las mayores Rueda gigante móvil del Brasil, con vista de todo el parque. |
| Jogaki di Kaminda  | Familiar | 1999     |               | Un área con juegos y atracciones (pago aparte). |
| Le Voyage          | Radical  | 1999     | Intamin       | También conocida como "elevador", es una torre de caída libre con altura de 69 metros (cerca de 23 pisos), donde las personas llegan a sufrir una velocidad de 91km/h, en una caída de aproximadamente 3 segundos. Es tematizada como la Torre Eiffel, en París, Francia. |
| Theatro de Kaminda | Familiar | 1999     |               | Espectáculos de teatro con espacio para 847 personas. |

### Mistieri
Mistieri está al sudoeste del parque y ocupa un área de 52.000 metros cuadrados. Allí se encuentra la atracción Ekatomb, que gira de varias maneras, yendo y volviendo. También en esa región, está el Vulaviking, un barco pirata que se hamaca hasta alcanzar un ángulo de 90° en relación con el suelo. Esta área del parque tiene dos montañas rusas, la Montezum, la mayor montaña rusa de madera de América Latina, con 1030 metros de extensión y una velocidad de 103 km/h, y la Vurang, que está dentro de una pirámide, a lo oscuro, donde los carros están girando sobre el propio eje.

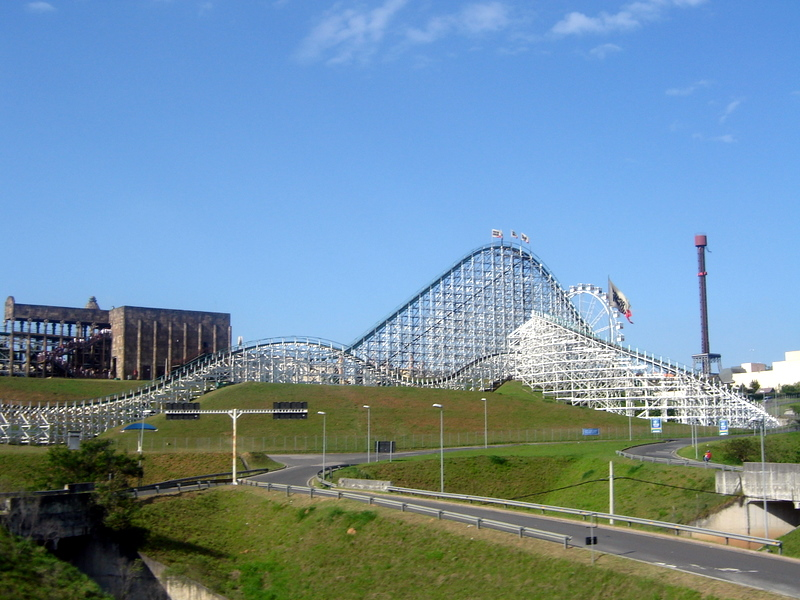
Montezum

| Atracciones | Tipo     | Apertura | Fabricante      | Descripción |
| ----------- | -------- | -------- | --------------- | --- |
| Ekatomb     | Radical  | 1999     | Huss            | Ekatomb es una atracción del modelo TopSpin, que gira varias veces a los pasajeros de cabeza para abajo, en varias direcciones. Es el único modelo de este tipo en el Brasil. |
| Katakumb    | Familiar | 2003     | Indiana Mistery | Una réplica de la tumba de Ramses II, con sarcófagos y momias, además de un laberinto donde el desafío es encontrar la salida. |
| Montezum    | Radical  | 1999     | RCCA            | La mayor montaña rusa de madera de América Latina. También es considerada la más rápida, la más alta y la más extensa de Brasil. Con su caída de 42.4 metros de altura y con su velocidad máxima llegando a 103 km/h. Es la atracción más solicitada en el parque. En la "Hora del Horror" (evento realizado por el parque en los meses de agosto y septiembre), uno de los trenes hace el recorrido llevando los pasajeros de espaldas. En esta temporada, la Montezum pasa a llamarse Direversi. Su construcción llevó cerca de 18 meses, contando com más de 1.500 funcionarios de la RCCA (Roller Coaster Corporation of America), que es una empresa estadounidense especializada en la construcción de montañas rusas de madera. La misma fue concluida cerca de 6 meses antes de la apertura del parque, que sucedió en noviembre de 1999. |
| Simulákron  | Familiar | 1999     | SimEx-Iwerks    | Simulador de movimiento que posee una pantalla de 250 metros. Actualmente, esta atracción exhibe una película de una mina abandonada. |
| Vulaviking  | Familiar | 1999     | Huss            | Un barco vikingo que llega a girar hasta los 90° en relación con el suelo. |
| Vurang      | Familiar | 1999     | Intamin         | Conocida como "Montaña rusa en lo oscuro". Es una montaña rusa del modelo Spinning Coaster, o sea, los vagones giran en torno del propio eje. Tematizada dentro de una pirámide oscura, en que los pasajeros no ven absolutamente nada. |

### Infantasia

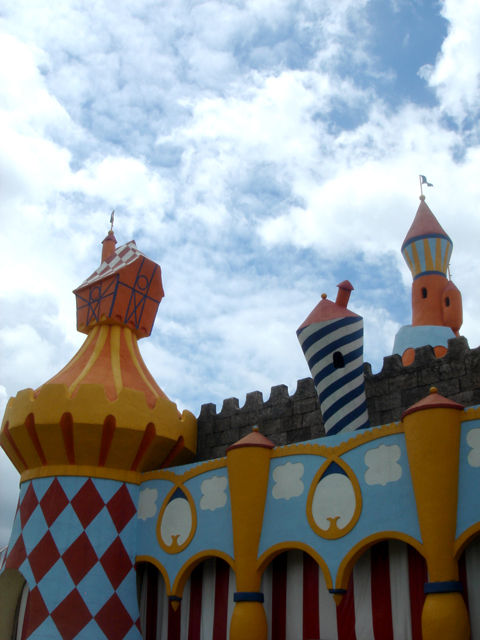
Kastel di Lendas

Infantasia está en la planicie central del parque y ocupa un área de 31 mil metros cuadrados, es una región dedicada a los niños. En el Kastel di Lendas, son contadas algunas de las historias folclóricas del Brasil. Giranda-Pokotó es el carrossel del parque. Esta región ya ha tenido el tema de Vila Sésamo y la Liga de la Justicia.

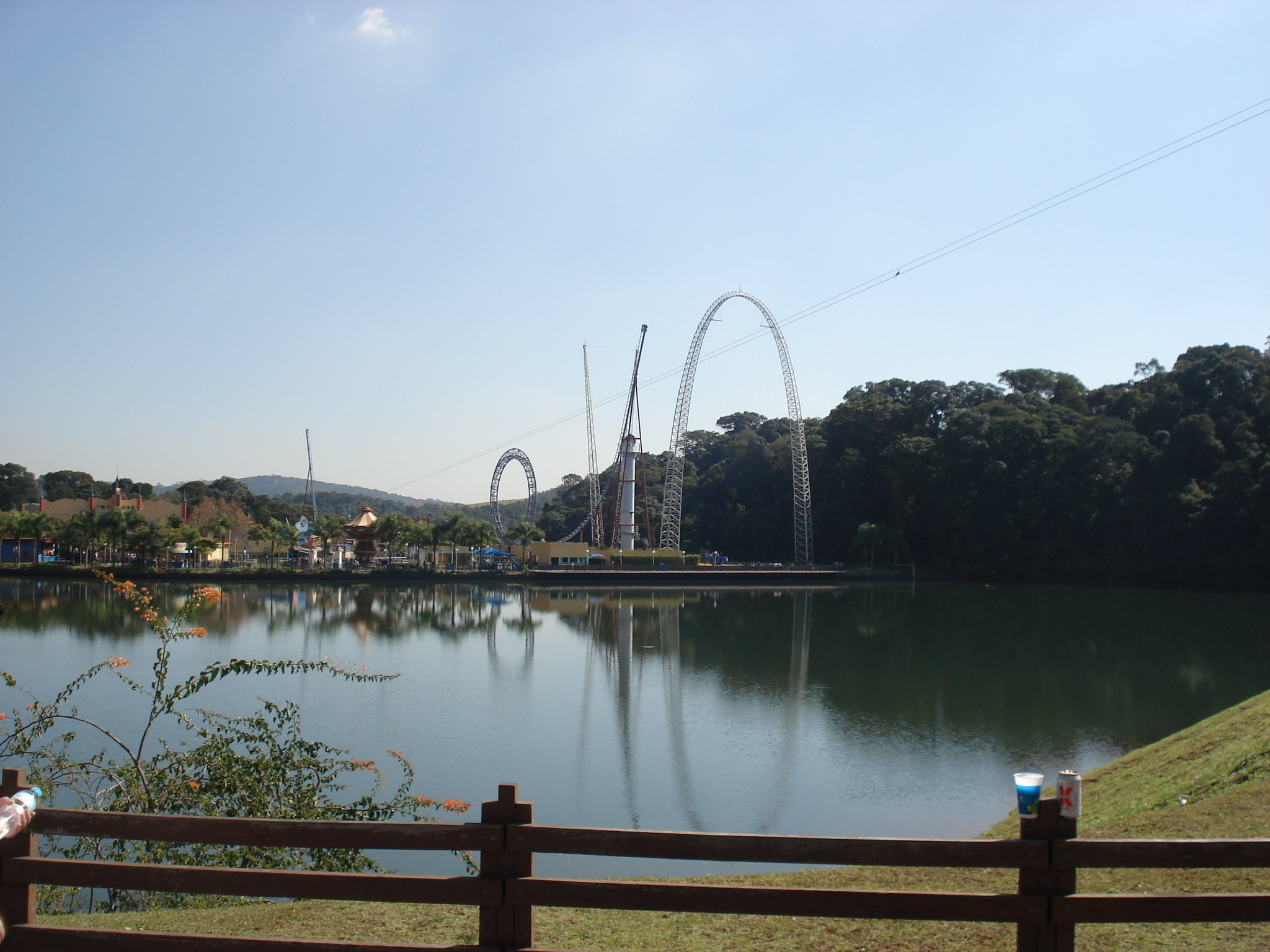
Vista panorámica de Aribabiba.

| Atracciones         | Tipo     | Apertura   | Fabricante | Descripción |
| ------------------- | -------- | ---------- | ---------- | --- |
| Astronavi           | Infantil | 2011       | Zamperla   | Naves que giran. |
| Bugabalum           | Infantil | 1999; 2023 | Zamperla   | Balones coloridos que giran. |
| Dispenkito          | Infantil | 1999       |            | Una "mini torre de caída libre" para los niños. |
| Giralata            | Infantil | 1999       | Zamperla   | Tazas que giran en varias direcciones. |
| Giranda Pocotó      | Infantil | 1999       |            | Es el carrossel del parque. |
| Kastel di Lendas    | Infantil | 1999       | Intamin    | Un castillo que muestra la cultura Brasileña, como Folclore y Carnaval, por medio de muñecos, escenarios que reproducen algunas ciudades brasileñas y música. El paseo es realizado en un barco, que recorre lentamente estos escenarios. |
| Komboio             | Infantil | 1999       | Zamperla   | Una minicarrera de camiones. |
| Theatro Klapi Klapi | Infantil | 1999       |            | Teatro con espectáculos infantiles. |
| Toka do Uga         | Infantil | 1999       |            | Un área de juegos del parque con un trampolín, piscina de pelotitas, entre otros. |

### Aribabiba
Aribabiba es la capital del país ficticio que ocupa 16 mil metros cuadrados. Aribabiba, quiere decir viva la vida con alegría. Esta en el oeste, próximo a Mistieri. En esa región se encuentra: El Hadikali, que lanza un grupo de pasajeros a la velocidad de 120km/h. Este juego se puede ver desde casi todas las áreas del parque. Esta atracción se paga aparte, pero hay promociones en algunos periodos del día. El Vambate son los autos chocadores del parque, Hopi Pasta restaurante de pasta y Hopi Hango Premium con comidas que tienen nombres de carros. Otra atracción es el Jambalaia, dos góndolas que giran hasta dar una vuelta completa.

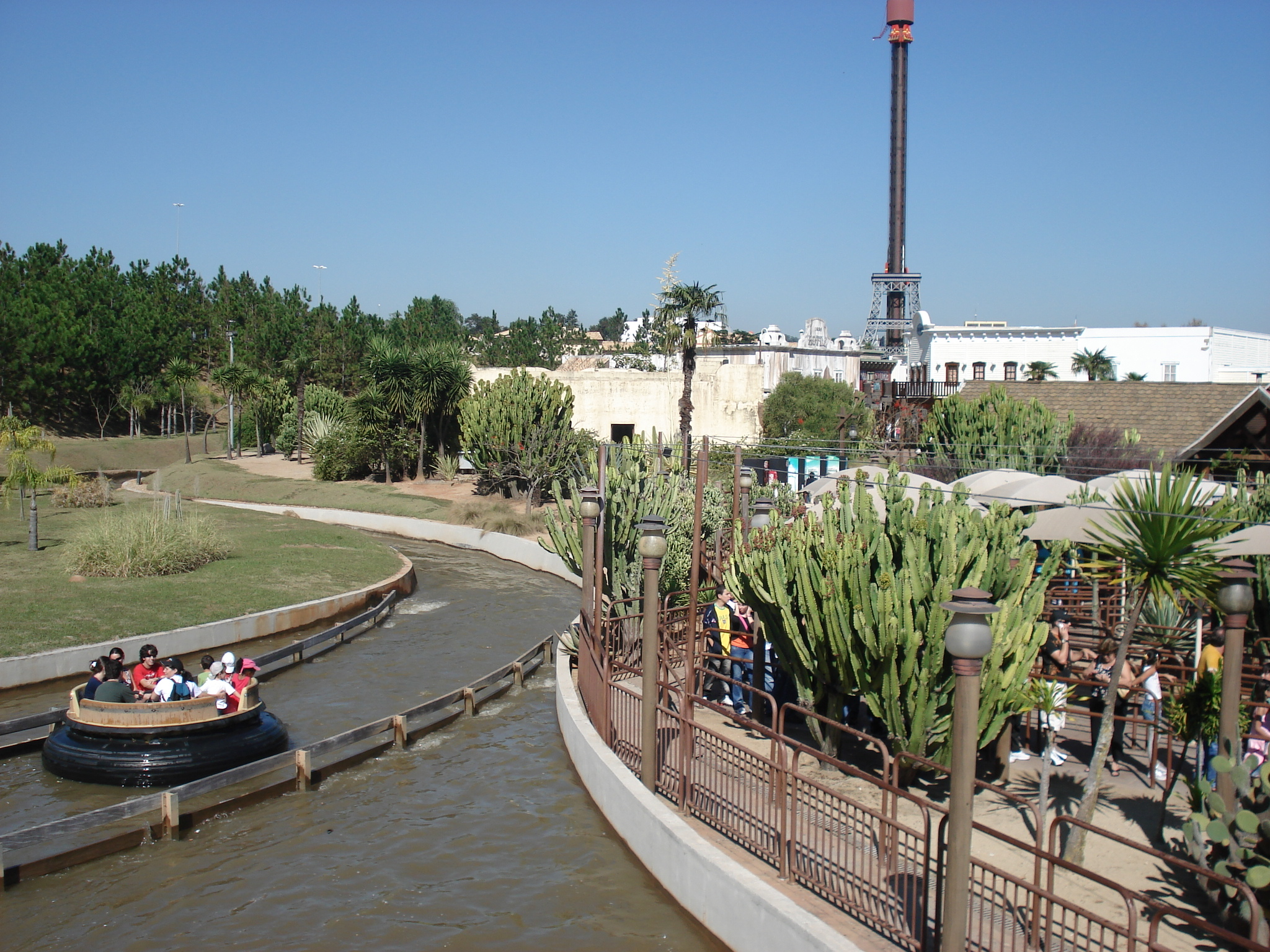
Rio Bravo

| Atracciones | Tipo     | Apertura | Fabricante   | Descripción |
| ----------- | -------- | -------- | ------------ | --- |
| Aribabobbi  | Familiar | 2023     | Zamperla     | Una atracción modelo Rockin Tug. |
| Cinemotion  | Familiar | 1999     |              | Simulador en 3D. |
| Hadikali    | Radical  | 2000     | Skycoaster   | Es un Skycoaster con una altura de 53 metros. La velocidad puede superar los 120 km/h a 4 metros del suelo, y con vuelo rasante sobre el lago de Hopi Hari (pago aparte).                                                                                                 |
| Jambalaia   | Familiar | 1999     | Fabbri Group | Dos vagones que giran hasta dar una vuelta completa. |
| Katapul     | Radical  | 1999     | Schwarzkopf  | También conocido como "Looping", es una montaña rusa de modelo Shuttle Loop, en que uno es lanzado en una velocidad de 85.3 km/h, hace un looping, sobre una rampa de 42 metros de altura, y después vuelve de espaldas. Es la única montaña rusa de propulsión del País. |
| Parangolé   | Familiar | 1999     |              | Una atracción clásica en parques de diversiones, también conocida como "Sombrero Mexicano". |
| Speedi '64  | Infantil | 1999     | Zamperla     | Una mini montaña rusa motorizada. El tren es tematizado como una manada de buffalos. Con capacidad máxima de hasta 20 personas por vez. |
| Vambate     | Familiar | 1999     |              | Los clásicos autitos chocadores. |

### Wild West
Wild West está en el extremo Norte de Hopi Hari y su área se extiende por más de 50.000 m². Es un área tematizada al estilo viejo Oeste Americano. Posee varias atracciones, como: Evolution, Rio Bravo y Ghosti Hotel, más allá de shows y otras presentaciones diarias.
| Atracciones                   | Tipo     | Apertura | Fabricante | Descripción |
| ----------------------------- | -------- | -------- | ---------- | --- |
| Bravo Bull                    | Infantil | 1999     |            | Toro mecánico (Pago aparte). |
| Evolution                     | Radical  | 1999     | FarFabbri  | 10 góndolas unidas a un brazo que gira 360°. |
| Ghosti Hotel                  | Familiar | 1999     | Gerstauler | El hotel mal asombrado del local que es la "morada de Drácula". Curiosamente hay una historia (que puede ser vista en la entrada del juego), diciendo que el hotel se llamaba Wild West Hotel (nombre de la región), y en esta época el no era asombrado. Solo después que Dracula pasara a vivir aquí, el hotel paso a llamarse Ghosti Hotel. El paseo es hecho en un tren de madera, y la velocidad es lenta, pudiendo ver, los escenarios fácilmente. El recorrido demora cerca de 3 minutos con 30 segundos. |
| La Mina de Del Joe Sacramento | Familiar | 1999     |            | Los visitantes hace un recorrido a pie dentro de una mina abandonada. |
| Namuskita                     | Familiar | 1999     |            | Juego de tiro al blanco (pago aparte). |
| Rio Bravo                     | Familiar | 1999     | Intamin    | Una de las atracciones de mayor éxito en la región. Simula un ráfting, en un río de aproximadamente 600 metros de extensión, con cataratas. El recorrido es realizado por medio de botes circulares, con capacidad para nueve personas. |
| Saloon                        | Familiar | 1999     |            | Restaurante con platos típicos del "Viejo Oeste", y con varios shows durante el día. |
| Spleshi                       | Familiar | 1999     |            | Es un recorrido pequeño con agua que posee botes que transportan hasta 4 personas. Estos suben una cierta altura, y después pasan por una caída, cayendo nuevamente al agua. El impacto de los botes con el agua, hace que las personas se mojen mucho. Originalmente se llamaba "Kidsplashi". |
| Tirolesa                      | Radical  | 2002     |            | Travesía de 200 metros sobre el lago de Hopi Hari (pago aparte). |
| Vamvolari                     | Familiar | 2023     | Zamperla   | Una atracción modelo Kite Flyer. |

### Atracciones Eliminadas
Algunas atracciones salieron del marco operativo por problemas financieros, técnicos y de renovación.
| Atracciones     | Región     | Tipo     | Operación | Fabricante | Descripción |
| --------------- | ---------- | -------- | --------- | ---------- | --- |
| Área de Juegos  | Aribabiba  | Familiar | 1999-2011 |            | Son varios juegos como: argolas, tiro al alvo, jókei, fútbol, etc, que al acumular puntos el jugador gana premios (pago aparte). |
| Chevrolet Mundi | Aribabiba  | Familiar | 2005-2011 |            | Pista de test-drive con automóviles de la marca Chevrolet. |
| Hula Hupi       | Aribabiba  | Radical  | 1999-2011 | FarFabbri  | También conocido como Tokaia, son góndolas que giran al ritmo de la música. Único del modelo en el Brasil. |
| Chabum          | Infantasia | Infantil | 1999-2011 |            | Playground acuático. |
| Tóin Tóin       | Infantasia | Infantil |           |            | Camas elásticas (pago aparte). |
| Unicirco        | Infantasia | Familiar | 2006-2009 |            | Circo perteneciente al actor Marcos Frota, que presenta un espectáculo llamado GIRO. |
| Crazy Wagon     | Wild West  | Familiar | 1999-2015 | Huss       | También conocido como carroza, es tematizada como una diligencia (como el propio nombre dice), que hace un movimiento circular, subiendo poco más de 20 metros de altura, y bajando en alta velocidad, sin girar a las personas de cabeza para abajo. Es uno de los juegos más famosos del parque. |
| Unknown         | Wild West  | Radical  |           | Intamin    | Montaña russa com 10 inversiones recordista mundial. No se construyó por problemas económicos |

## Eventos
El parque tiene eventos especiales durante todo el año:

### Hopi Verani
El primer evento del año del parque, Hopi Verani es también el evento con menos ediciones. Se lleva a cabo de enero a marzo, la mayor parte del tiempo durante las vacaciones, y la mayoría de la audiencia son familias. Es similar a las "Férias Spetakularis" (ver más abajo), con desfiles y actuaciones durante todo el día, además de espectáculos especiales.

### Hopi Night
Hopi Night se lleva a cabo entre los meses de abril y junio. Durante este período, el parque funciona normalmente durante el día y por la noche comienza una balada temática al aire libre, generalmente en la calle principal de Wild West. Efectos especiales (láseres, leds, luces estroboscópicas, proyecciones, fuegos artificiales, humo, confeti, chorros de agua, fuego, etc.), DJs, artistas y actuaciones forman parte del espectáculo. El evento ya cuenta con más de 10 ediciones.

### Férias Spetakularis
Inicialmente llamado Vacaciones Mágicas, el evento se realiza en julio, durante las vacaciones escolares. Durante la temporada se suceden diversas presentaciones, desfiles, espectáculos y encuentros con personajes a lo largo del día según la temática propuesta. Pero el gran hito del evento es el cierre de la jornada con los fuegos artificiales piromusicales.

### Hora do Horror
Es un evento realizado de agosto a noviembre que explora el terror en varios temas. Se lleva a cabo desde 2002 y concentra la mayoría de visitantes en esos meses. A partir de las 18 horas, se estrenan personajes disfrazados en las regiones de Mistieri, Aribabiba y Wild West. Además, los visitantes pueden participar en atracciones habilitadas especialmente para estas fechas, los llamados “túneles del terror”. En estas regiones se realizan espectáculos de música y danza. por artistas contratados por el parque. El evento ya cuenta con más de 20 ediciones.

### Hopi Pride
Mayor evento LGBTQIA+ de Brasil y el único que se realiza dentro de un parque. Suele tener lugar un fin de semana de noviembre a partir de las 14:00 horas y finaliza a las 7:00 horas del día siguiente con actuaciones de artistas, músicos, bailarines de la comunidad LGBTQ+. Los espectáculos se desarrollan al aire libre en escenarios repartidos por las áreas del parque, con ritmos pop, funk y electrónicos.

### Natal Magiko
El evento, que se realiza desde 2013, trae una versión navideña al parque, que suele comenzar a mediados de noviembre y finalizar a mediados de enero. Cuenta con decoración navideña, espectáculos especiales en Theatro di Kaminda, pasacalles y desfiles por el parque, entre otras atracciones especiales.

## Hopês: El idioma
El Hopês es un idioma simple desarrollado para el parque Hopi Hari, con palabras de pocas flexiones, que son mezca de varios idiomas (español, francés, inglés, alemán e holandés), recordando bastante el portugués y sonando de lejos el esperanto. No posee letras Q, X, e Y. En el parque esta a la venta el dicionário Hopes-Portugues de la Editora Melhoramentos. 
Algunas expresiones comúnmente usadas:
- Tchauí Tchau Tchau - Chau
- Danki - Gracias
- Oiê - Hola
- Kuanto ki tikitaki? - Que hora es?
- Vendinovu - Vuelva siempre
- Click Click - Fotografía
- Mi ké hangá! - Estoy con hambre
- Bom bini - Bienvenido
- Tivi la - yo fui
- Aribabiba - Viva la vida con alegría
- Hopi hari - Mucha sonrisa y alegría.
- Trocadeiro - Nido

- Datos: Q3038760
- Multimedia: Hopi Hari / Q3038760

1. ↑  «Com ate 7 metros de altura replicas de dinossauros sao destaques em parques de so». Folha de São Paulo. Consultado el 25 de marzo de 2014.
2. ↑  «Hopi Hari». Folha Uol. Consultado el 25 de marzo de 2014.